# 24104 Vinissac
24104 Vinissac là một tiểu hành tinh vành đai chính với chu kỳ quỹ đạo là 1251.7095397 ngày (3.43 năm).
Nó được phát hiện ngày 9 tháng 11 năm 1999.